# Isabella (Kõrgessaare)
Isabella – wieś w Estonii, w prowincji Hiuma, w gminie Kõrgessaare.
W 2012 roku wieś liczyła 34 mieszkańców; w październiku 2010 – 33, w grudniu 2009 – 34.